# Samenbombe

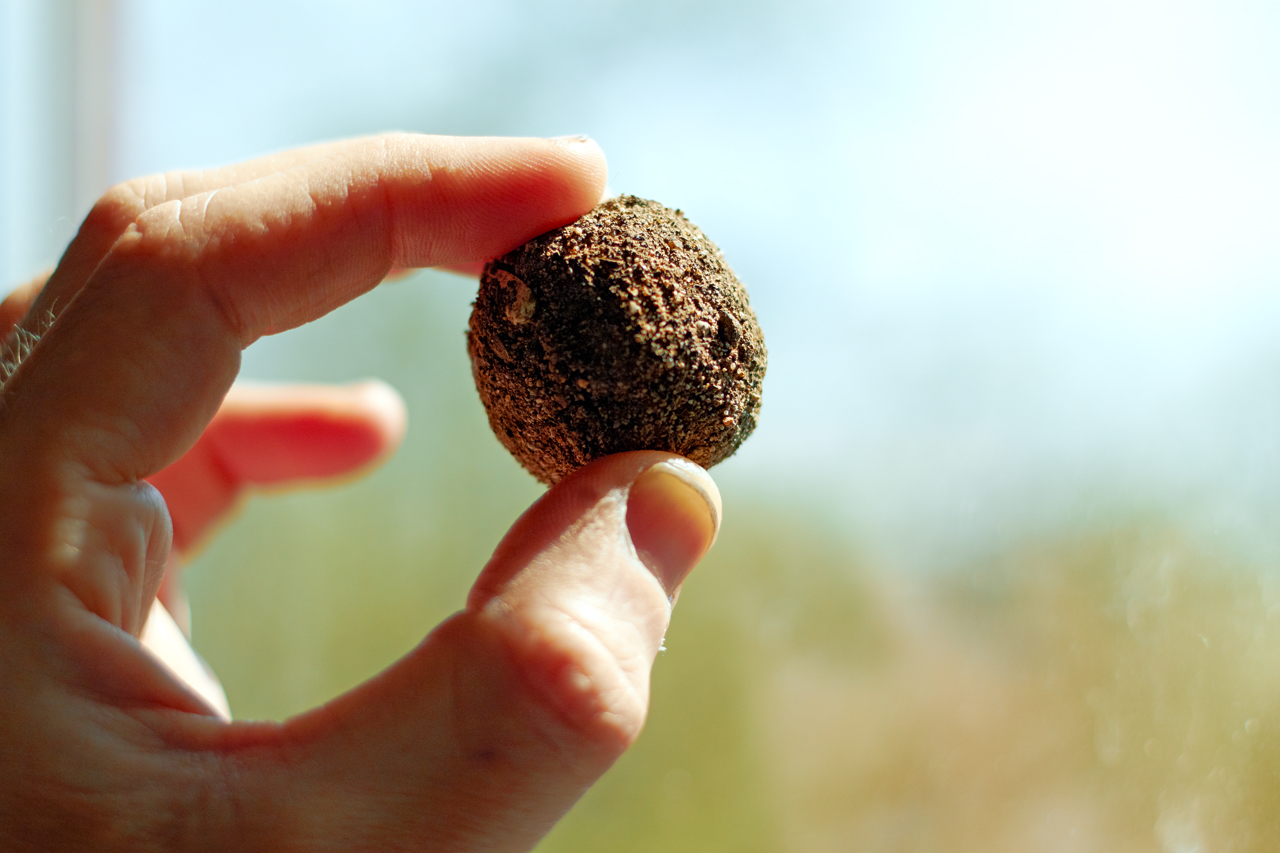
Samenbombe

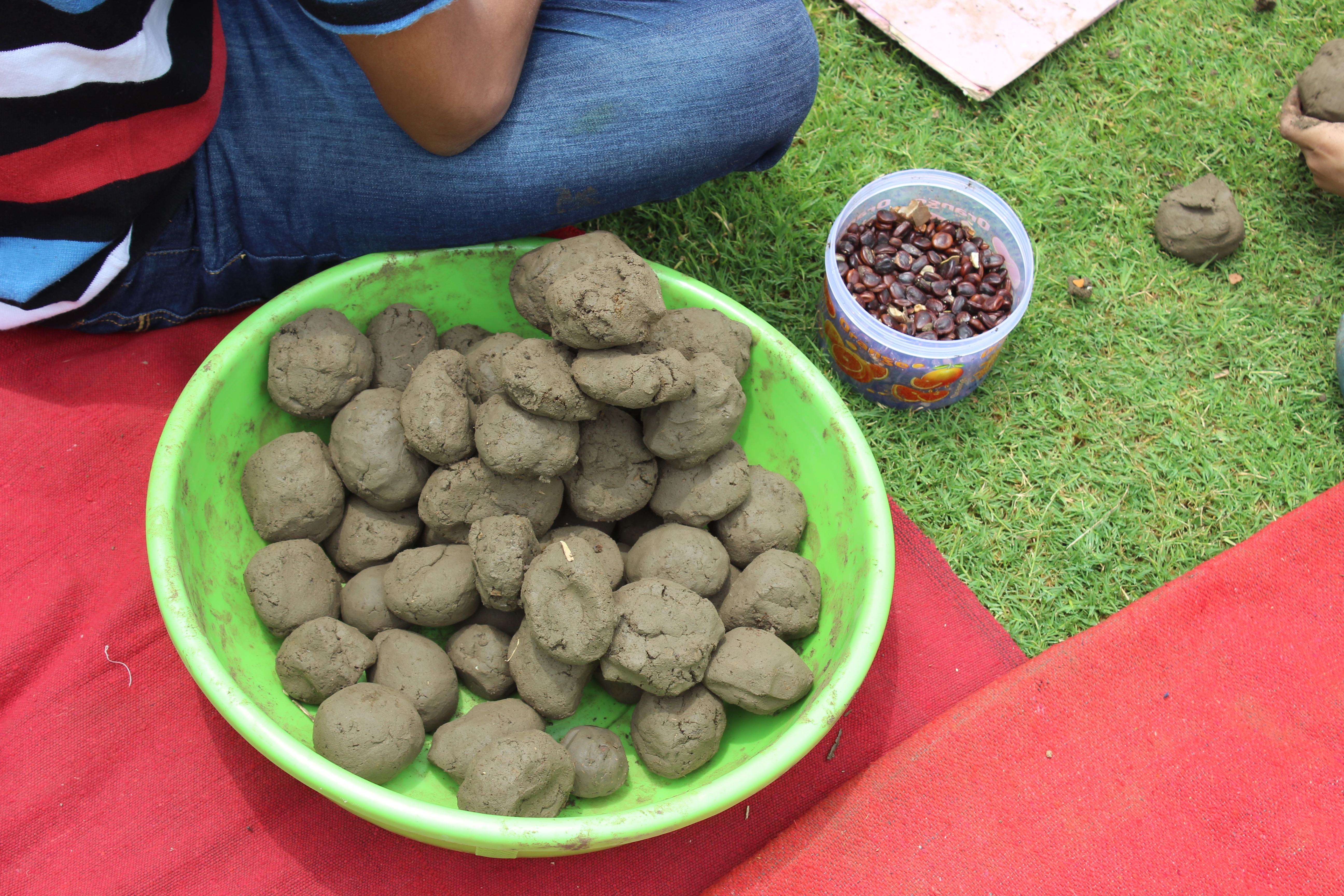
Herstellung von Samenbomben aus Schlamm in Bhopal, Indien

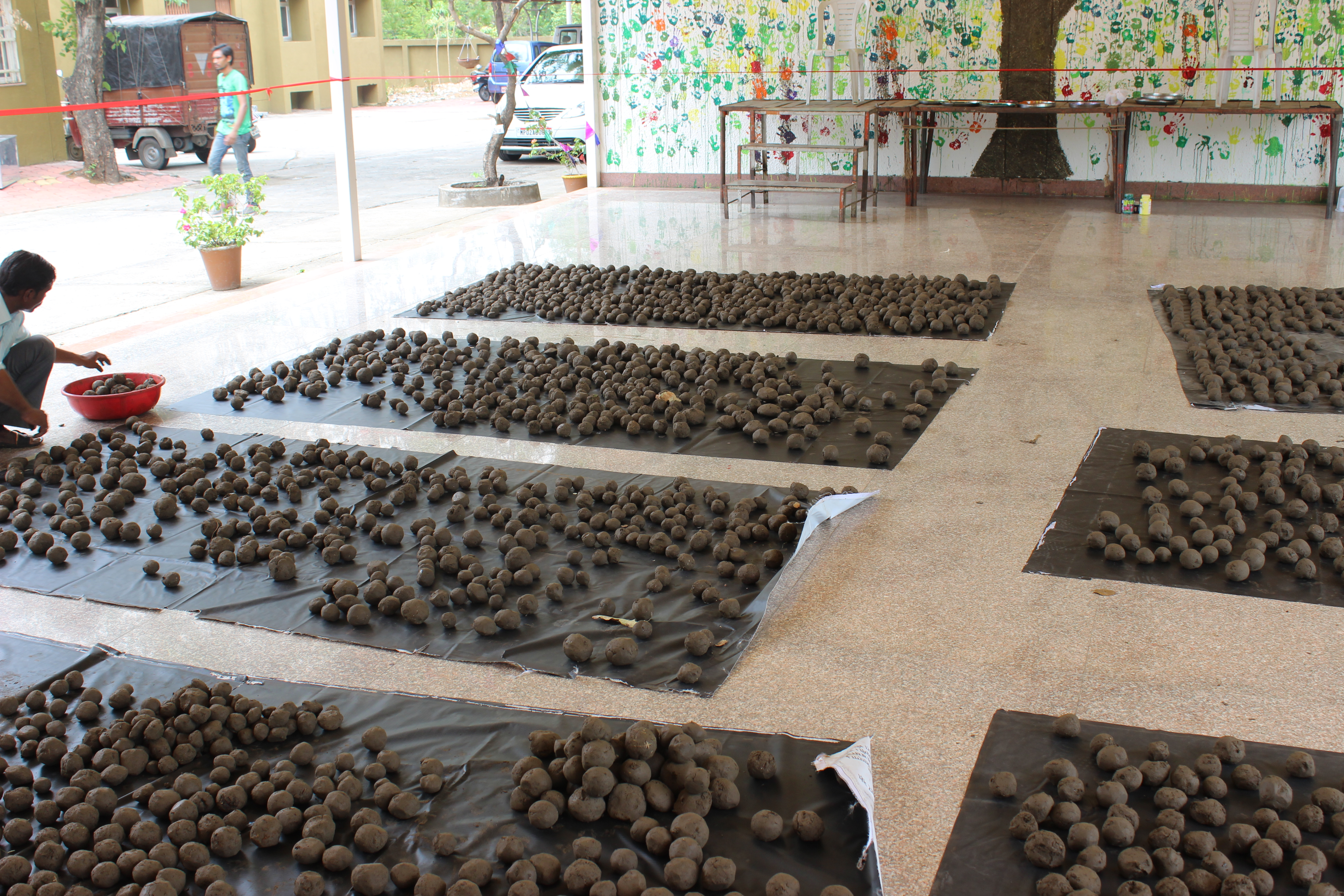
Trocknen der Samenbomben in einem Schuppen in Bhopal

Samenbombe, auch Samenkugel oder Saatbombe (englisch seed bomb oder seed ball, jap. nendo dango, 粘土 団子), bezeichnet eine aus Erde geformte handliche Kugel, welche Pflanzensamen enthält. Samenbomben werden in der Guerillagärtnerei-Bewegung als Methode der Aussaat vorwiegend im urbanen Raum verwendet.

## Aufbau und Herstellung

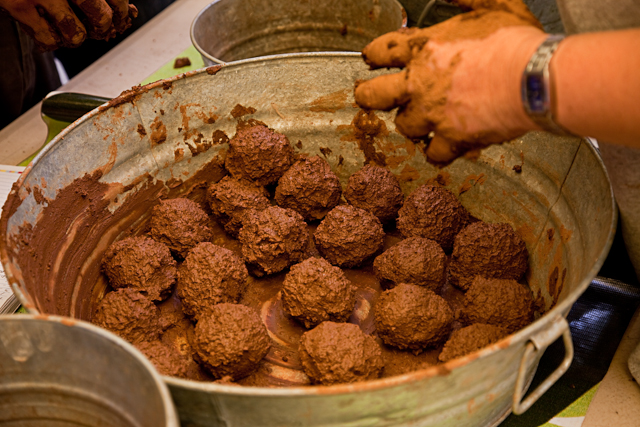
Herstellung von Samenbomben

Eine Samenbombe besteht meistens aus Blumenerde, die mit Ton vermischt ist. Die Kugeln können bei niedriger Temperatur im Backofen angetrocknet werden. Eine gängige Mischung besteht aus fünf Teilen roter Tonerde, drei Teilen Erde oder Kompost und einem Teil Samen. Mit einem Teil Wasser werden sie zu kleinen Kügelchen geformt und ein bis zwei Tage getrocknet.
Im Inneren der Kugel befinden sich häufig Samen einjähriger Pflanzen (Sommerblumen) und in Deutschland traditioneller Gartenblumen, wie Kornblume, Ringelblume, Tagetes, Sonnenhut, Malve und andere Arten. Damit das Saatgut nicht vor dem Ausbringen treibt, müssen die Kugeln trocken gelagert werden.

## Anwendung

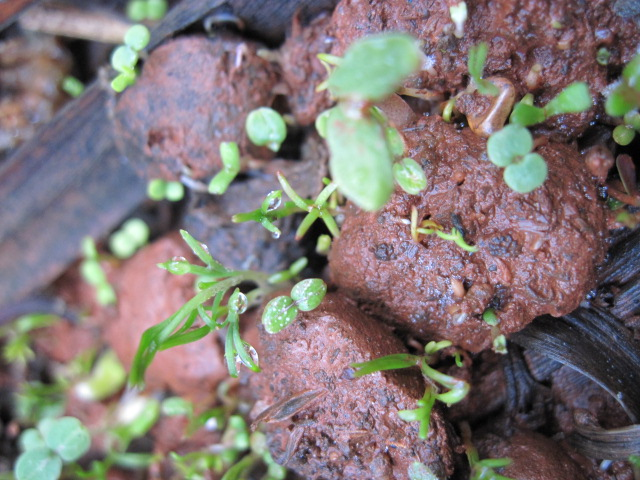
Sämlinge wachsen aus einer Samenbombe

Die Samenbomben werden auf einen beliebigen Platz mit Erde geworfen. Die trockene Tonkugel schützt den Samen vor Vögeln und Nagern. Regnet es, saugt sich die Kugel mit Wasser voll und quillt. Die Samen beginnen zu keimen und durchbrechen die Kugelwände. Die Auswahl der Standorte entscheidet darüber, welche der gesäten Pflanzenarten gedeihen.

## Geschichte
Die Samenbomben gehen mit einiger Wahrscheinlichkeit auf den japanischen Reisbauern Masanobu Fukuoka zurück. Dieser hatte seine Methode der nendo dango (Samenkugel) nach dem Ende des Zweiten Weltkriegs insbesondere für die Direktaussaat von Reis und Gerste auf seinen dauerhaft ohne Pflügen bestellten Feldern entwickelt (Permakultur) und so auch Gemüse wie Winterrettich auf Wiesen und an Wegesrändern ausgesät. Eine Gruppe junger Leute, die seit den 1970er Jahren auf seinem Hof lebte und seine Techniken und die Philosophie der Nichts-Tun-Landwirtschaft studierte, sowie das durch einen dieser Aktivisten naturnaher Landwirtschaft ins Amerikanische übersetzte Buch Fukuokas „One Straw Revolution“ (1978 in den USA erschienen; Titel der deutschen Ausgabe: „Der große Weg hat kein Tor“) sorgten für die Bekanntheit von Fukuokas Techniken in der englischsprachigen Permakultur-Szene. Fukuoka selbst verbreitete seine Erfahrungen auf Reisen in Länder wie Somalia oder Indien. An Fukuoka wird heute in der Guerillagärtnerei-Bewegung erinnert.

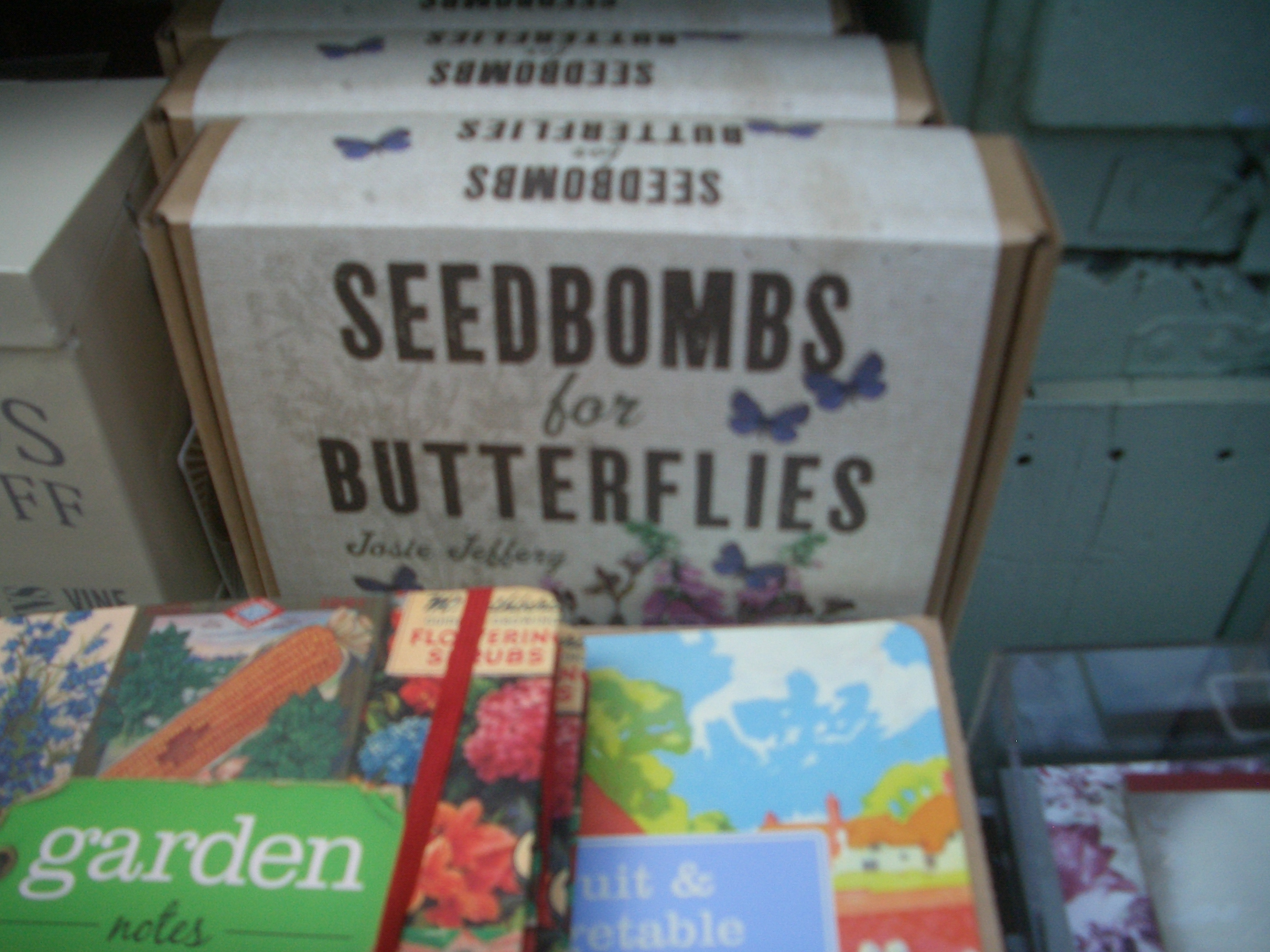
Samenbombe für Schmetterlinge, Verkaufsraum des Chelsea Physics Garden, London 2013

Diskutiert wird auch eine weitere unabhängige Entwicklung der Samenbomben, da schon bei Pflanzaktionen durch die New Yorker Guerillagärtnereigruppe Green Guerillas um die Künstlerin Liz Christy 1973 über den Einsatz von „seed bombs“ berichtet wird.
Mittlerweile werden Samenbomben gewerblich hergestellt und verkauft.

## Naturschutz-Kritik
Der Bund für Umwelt und Naturschutz Deutschland (BUND) beurteilt viele Samenbomben als bedenklich, da zu ihrer Herstellung meist Samen gezüchteter Zierpflanzen verwendet werden und sich diese Zuchtsorten mit den Wildformen der jeweiligen Arten vermischen können. Zugleich betont der BUND, dass der hohe Anteil an Kulturformen und Neophyten in der städtischen Naturausstattung nicht generell als negativ zu sehen ist.